# Trachelas vulcani
Trachelas vulcani là một loài nhện trong họ Trachelidae.
Loài này thuộc chi Trachelas. Trachelas vulcani được Eugène Simon miêu tả năm 1896.